# Hyperbola pastoralis
Hyperbola pastoralis är en fjärilsart som beskrevs av Edward Meyrick 1931. Hyperbola pastoralis ingår i släktet Hyperbola och familjen äkta malar.
Artens utbredningsområde är Guinea. Inga underarter finns listade i Catalogue of Life.